# Giuseppe Pes
Giuseppe Pes (ur. 1 kwietnia 1975 w Weronie) – włoski siatkarz występujący obecnie w Serie A, w drużynie Marmi Lanza Werona. Gra na pozycji rozgrywającego. Mierzy 191 cm.

## Kariera
- 1993–1995  Capriparma Parma
- 1995–1996  Pallavolo Mantova
- 1996–1997  Capriparma Parma
- 1997–1998  Gioia Del Colle
- 1998–1999  Boomerang Werona
- 1999–2000  Olio Venturi Spoleto
- 2000–2001  Armet Mussolente
- 2001–2002  Senza Confini Triest
- 2002-  Marmi Lanza Werona

## Sukcesy
- Puchar CEV: 1995